# Alfred Enoch
Alfred Lewis Enoch (* 2. prosince 1988 Westminster, Anglie, Spojené království) je anglický herec. Zprvu se proslavil rolí Deana Thomase v sérii filmů o Harrym Potterovi. V roce 2014 se začal objevovat na televizních obrazovkách stanice ABC v seriálu Vražedná práva a v roce 2021 byl obsazen do sci-fi seriálu Nadace podle stejnojmenné knižní série.

## Životopis
Alfred Enoch se narodil ve Westminsteru, je synem herce Williama Russella Enocha a Balbiny Gutierezz. Navštěvoval Westminster School, velmi známou soukromou školu v Londýně. Odmaturoval na Queen's College Oxfordu.

## Kariéra
V roce 2001 získal roli Deana Thomase ve filmu Harry Potter a Kámen mudrců. Objevil se v sedmi z osmi filmů o Harrym Potterovi. Po sérii filmů si zahrál v několika hrách Londýnských divadel: Corionalus, Timon of Athens, Antigona, Happy New Year a The Ballard of Salomon Pavely. Jako Bainbridge se objevil v jedné epizodě Sherlocka.
V roce 2014 byl obsazen do hlavní role studenta práv Wese Gibbinse v seriálu stanice ABC Vražedná práva, v produkci Shondy Rhimese.
V roce 2016 si zahrál Edgara/Chudého Toma v produkci King Lear v Talawa Thatre Company a Manchester Royal Exchange.

## Filmografie

### Film
| Rok  | Název                                  | Role          | Poznámky |
| ---- | -------------------------------------- | ------------- | -------- |
| 2001 | Harry Potter a Kámen mudrců            | Dean Thomas   |          |
| 2002 | Harry Potter a Tajemná komnata         | Dean Thomas   |          |
| 2004 | Harry Potter a vězeň z Azkabanu        | Dean Thomas   |          |
| 2005 | Harry Potter a Ohnivý pohár            | Dean Thomas   |          |
| 2007 | Harry Potter a Fénixův řád             | Dean Thomas   |          |
| 2009 | Harry Potter a princ dvojí krve        | Dean Thomas   |          |
| 2011 | Harry Potter a Relikvie smrti – část 2 | Dean Thomas   |          |
| 2018 | Red                                    | Ken           |          |
| 2020 | Tigers                                 | Ryan          |          |
| 2020 | Medida Provisória                      | bude oznámeno |          |

### Televize
| Rok       | Název                 | Role                             | Poznámky                                                        |
| --------- | --------------------- | -------------------------------- | --------------------------------------------------------------- |
| 2012      | National Theatre Live | Philotus                         | díl: „Timon of Athens“                                          |
| 2013      | Broadchurch           | Sam Taylor                       | díl 1.1                                                         |
| 2013      | Mount Pleasant        | Alex                             | díl 3.7                                                         |
| 2014      | Sherlock              | Bainbridge                       | díl: „The Sign of Three“                                        |
| 2014      | National Theatre Live | Titus Lartius                    | díl: „Coriolanus“                                               |
| 2014–2020 | Vražedná práva        | Wes Gibbins/Christopher Castillo | hlavní role (1.–3. řada), hostující role (4., 6. řada), 49 dílů |
| 2018      | Troy: Fall of a City  | Aeneas                           | mini-seriál, 8 dílů                                             |
| 2019      | Věřte mi              | Jamie McCain                     | hlavní role (2. řada), 2 díly                                   |
| 2021      | Nadace                | bude oznámeno                    |                                                                 |

## Ocenění a nominace
| Rok  | Ocenění            | Kategorie                                        | Práce          | Výsledek |
| ---- | ------------------ | ------------------------------------------------ | -------------- | -------- |
| 2015 | NAACP Image Awards | nejlepší seriálový herec ve vedlejší roli: drama | Vražedná práva | nominace |
| 2015 | Image Awards       | nejlepší seriálový herec ve vedlejší roli: drama | Vražedná práva | nominace |
| 2016 | NAACP Image Awards | nejlepší seriálový herec ve vedlejší roli: drama | Vražedná práva | nominace |
| 2016 | Image Awards       | nejlepší seriálový herec ve vedlejší roli: drama | Vražedná práva | nominace |
| 2017 | Image Awards       | nejlepší seriálový herec ve vedlejší roli: drama | Vražedná práva | nominace |